# Dahlem (Noordrijn-Westfalen)
Dahlem is een gemeente in de Duitse deelstaat Noordrijn-Westfalen, gelegen in de Kreis Euskirchen. De gemeente Dahlem telt 4.301 inwoners (31 december 2020) op een oppervlakte van 95,21 km².

## Plaatsen in de gemeente Dahlem

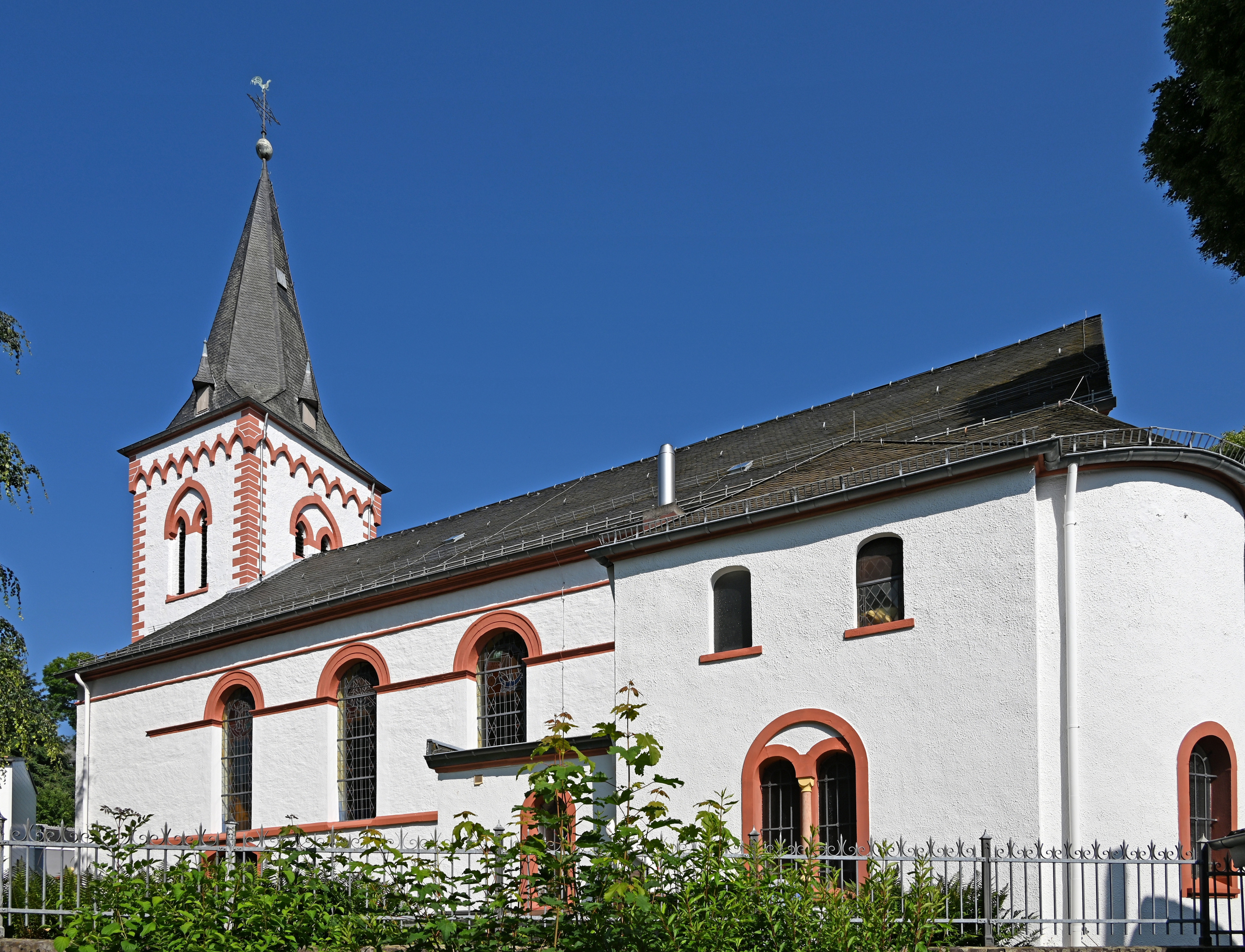
Kerk van Dahlem

- Baasem
- Berk
- Dahlem
- Frauenkron
- Kronenburg
- Schmidtheim

Bad Münstereifel · Blankenheim · Dahlem · Euskirchen · Hellenthal · Kall · Mechernich · Nettersheim · Schleiden · Weilerswist · Zülpich